# Johannes Velten
Johannes Velten, född den 27 december 1640 i Halle, död 1692 sannolikt i Hamburg, var en tysk skådespelare och teaterledare. Han var halvbror till teologen Valentin Veltheim och gift med skådespelerskan Catharina Elisabeth Velten.
Velten tog 1661 magistergraden vid universitetet i Leipzig och övertog 1678 ett i Tysklands teaterhistoria berömt teatersällskap, som 1685 blev sachsisk hovtrupp och så småningom genom förbättring av spelsättet och repertoaren (bland annat genom uppförandet av översättningar från Molière, Corneille och Calderón) lyfte den tyska teatern från dess medeltida ståndpunkt. Med sin trupp besökte Velten flera av Tysklands större städer. Efter hans död övertog hans änka ledningen av sällskapet, som fick privilegium även i Polen och upplöstes först omkring 1712. Att den tyska trupp, som på 1690-talet tillbragte flera år i Stockholm, skulle – som några svenska teaterforskare haft skäl att anta – ha varit Veltens, har genom senare upplysningar visat sig högst osannolikt. Däremot vet man säkert, att Catharina Elisabeth Velten med sällskap spelade i Köpenhamn 1707.